# Chris le Bihan
Chris le Bihan (n. 27 mai 1977, Grande Prairie⁠(d), Alberta, Canada) este un bober ce a reprezentat Canada, medaliat olimpic. A participat la o ediție a Jocurilor Olimpice (2010) în care a câștigat o medalie de bronz.

## Participări
Lista de mai jos prezintă principalele competiții la care a participat Chris le Bihan de-a lungul carierei.
- bobsleigh at the 2010 Winter Olympics – four-man[*]